# Потерпілі претензій не мають
«Потерпілі претензій не мають» — радянський художній фільм 1986 року, знятий режисером Болатом Шмановим на кіностудії «Казахфільм».

## Сюжет
Екранізація повісті братів Вайнерів "Об'їжджайте на дорогах збитих кішок та собак". У бійці загинула людина, друга тяжко поранена. Винні зізналися у скоєному. Слідчому прокуратури Іллясу Садикову залишалося лише оформити документи. Але щось у свідченнях підслідних насторожило його і Садиков наново починає розслідування.

## У ролях
- Досхан Жолжоксинов — Ільяс Сахметович Садиков, старший слідчий (дубляж: Володимир Антоник)
- Олександр Фатюшин — Олександр Олексійович Cтепанов, підслідний, водій автобази
- В'ячеслав Шалевич — Едуард Миколайович Виноградов, директор-ресторатор, ділок
- Анатолій Ромашин — прокурор
- Ігор Скляр — Вадим Олексійович Степанов, молодший брат, студент
- Леонід Каневський — Сурен Саркісович Ігіазаров, Сурік
- В'ячеслав Молоков — Девяткін, шофер автобази
- Жан Байжанбаєв — лейтенант міліції Тулегенів
- Ніна Ургант — Катерина Василівна, свідок
- Тимофій Співак — Верещагін, старший слідчий, який здав справи Садикову
- Тетяна Куліш — Валентина Василівна Афанасьєва, чергова у готелі, свідок
- Джамбул Худайбергенов — Валерій Асілбеков, зав. виробництвом ресторану
- Наталія Стриженова — Марина, офіціантка
- А. Манукян — медсестра
- Тунгишбай Жаманкулов — Ахмет, шашличник
- Роза Балашова — мама Степанових
- Болат Калимбетов — епізод
- Віктор Уральський — диспетчер автобази
- Уайс Султангазін — Тулен Абдразаков, свідок з пансіонату (дубляж: Віктор Філіппов)
- Енуар Даулбаєв — масажист у басейні
- Т. Садиков — підручний Виноградова
- Костянтин Брушковський — експерт-криміналіст
- К. Мирзабаєв — епізод
- Венера Нігматуліна — Лариса, наречена Вадима
- Нурлибай Єсімгалієв — співробітник ОБХСС
- М. Джумабаєв — епізод
- Дархан Батабаєв — син Садикова

## Знімальна група
- Режисер — Болат Шманов
- Сценаристи — Аркадій Вайнер, Георгій Вайнер
- Оператори — Енуар Даулбаєв, Арстан Кадирбеков
- Композитор — Тлес Кажгалієв
- Художник — Ідріс Карсакбаєв